# Chaim Herzog
Chaim Herzog (ebraico: חיים הרצוג; Belfast, 17 settembre 1918 – Tel Aviv, 17 aprile 1997) è stato un generale, avvocato, diplomatico, scrittore e politico israeliano, presidente di Israele dal 1983 al 1993. Prima di ciò ha ricoperto gli incarichi di direttore dei servizi segreti militari dello Stato (1959–1962), governatore israeliano della Cisgiordania e ambasciatore di Israele.
Nato a Belfast e cresciuto principalmente a Dublino, figlio del rabbino capo irlandese Yitzhak HaLevi Herzog, emigrò nella Palestina mandataria nel 1935 e prestò servizio nel gruppo paramilitare ebraico dell'Haganah durante la grande rivolta araba del 1936-1939. Tornò in Palestina dopo la guerra e, dopo la fine del mandato britannico e della Dichiarazione d'indipendenza di Israele nel 1948, combatté nelle battaglie di Latrun durante la guerra arabo-israeliana del 1948. Si ritirò dalle forze di difesa israeliane nel 1962 con il grado di maggiore generale.
Dopo aver lasciato l'esercito, Herzog ha praticato l'attività di avvocato. Nel 1972 è stato co-fondatore di Herzog, Fox & Ne'eman, che sarebbe diventato uno dei più grandi studi legali di Israele. Tra il 1975 e il 1978 ha servito come Rappresentante Permanente di Israele presso le Nazioni Unite, in tale veste ha ripudiato la Risoluzione 3379 dell'Assemblea generale delle Nazioni Unite — la risoluzione "Il Sionismo è Razzismo" e simbolicamente l'ha stracciata davanti all'assemblea. Herzog è entrato in politica con le elezioni del 1981, vincendo un seggio alla Knesset come membro dell'Allineamento. Due anni dopo, nel marzo 1983, è stato eletto al ruolo di presidente in gran parte cerimoniale. Prestò servizio per due mandati di cinque anni prima di andare in pensione nel 1993. Morì quattro anni dopo e fu sepolto sul monte Herzl, a Gerusalemme.
Suo figlio Isaac Herzog è il presidente in carica di Israele, la prima coppia padre-figlio a ricoprire la carica di presidente della nazione e ha guidato il Partito Laburista Israeliano e l'opposizione parlamentare alla Knesset tra il 2013 e il 2017.
Herzog è noto anche per aver scritto il libro Le grandi battaglie della Bibbia assieme a Mordechai Gichon.

## Biografia

### Origini, vita nella Palestina mandataria e formazione
Figlio di Yitzhak HaLevi Herzog e di sua moglie Sarah Herzog. Poco dopo la sua nascita, la famiglia si trasferì a Dublino. Qui è cresciuto e ha ricevuto un'educazione ebraica tradizionale. Ha completato la sua formazione scolastica al Wesley College di Dublino. Per studiare Chaim Herzog emigrò in Palestina nel 1935 e completò vari corsi presso la Merkaz Harav Kook, la Hebron Yeshivot e la Evelyn de Rothschild School, dove presso quest'ultima giurisprudenza. Durante la Grande rivolta araba dal 1936 al 1939, prestò servizio nell'organizzazione che precedette l'esercito israeliano, l'Haganah, ma si recò anche a Londra, principalmente per completare la sua formazione legale e a Cambridge. Durante questi soggiorni ha frequentato anche il Corso di Addestramento per Ufficiali e l'Accademia militare britannica a Sandhurst per acquisire le conoscenze necessarie per la carriera militare. Si è laureato con il grado di sottotenente. Ha conseguito la laurea in giurisprudenza presso l'UCL e si è anche laureato all'Università di Cambridge nel 1942.

### Combattente e agente segreto nella seconda guerra mondiale
A partire dal 1942 prese parte alla seconda guerra mondiale come soldato dell'esercito britannico. Qui fu impiegato come ufficiale dei servizi segreti britannici nelle unità di fanteria e delle truppe corazzate in Francia (Normandia) e in Germania. Durante questo periodo, Chaim Herzog fu coinvolto nella liberazione di diversi campi di concentramento, come il campo di concentramento di Bergen-Belsen il 15 aprile 1945. Già nei giorni delle ultime operazioni di combattimento fu chiamato ad accompagnare la capitolazione e la smobilitazione della Wehrmacht tedesca. Oltre alle questioni di disarmo, ciò riguardava principalmente la scoperta e l'interrogatorio del personale militare che era stato complice dei crimini del regime nazista. Tra l'altro, fu coinvolto nell'interrogatorio di Heinrich Himmler. Fino al 1947, quando fu smobilitato, fu responsabile dell'intelligence militare per le truppe britanniche nel nord della Germania. Fu congedato dall'esercito britannico con il grado di tenente colonnello.

### Coinvolgimento nella nascita di Israele e vita privata
Immediatamente dopo la guerra, Chaim Herzog tornò in Palestina per aiutare a stabilire uno Stato israeliano. Nel 1947 sposò Aura Herzog (nata Ambache, 1924–2022), dalla quale ebbe quattro figli, Yoel, avvocato ed ex generale di brigata, Michael, ambasciatore israeliano negli Stati Uniti, Yitzhak, l'attuale presidente di Israele, e Ronit, una psicologa clinica.
Dopo che il piano di spartizione delle Nazioni Unite del 1947 rese possibile la creazione di uno stato, Israele fu proclamato stato indipendente il 14 maggio 1948. Dopo il suo ritorno, Chaim Herzog ha lavorato per un anno come capo della sicurezza presso l'Agenzia ebraica, l'organizzazione israeliana di migranti, lavorando a stretto contatto con i funzionari del governo britannico.

## Carriera politica
Suo fratello minore Ya'akov Herzog (1921-1972) era un diplomatico molto rispettato e uno stretto consigliere di quattro primi ministri israeliani: Ben-Gurion, Sharet, Eshkol e Meir. Ciò aveva portato Herzog in stretto contatto con la politica in precedenza. Nel 1981, Herzog è diventato lui stesso un politico, vincendo un seggio alla Knesset come membro del Partito Laburista Israeliano (Avoda).

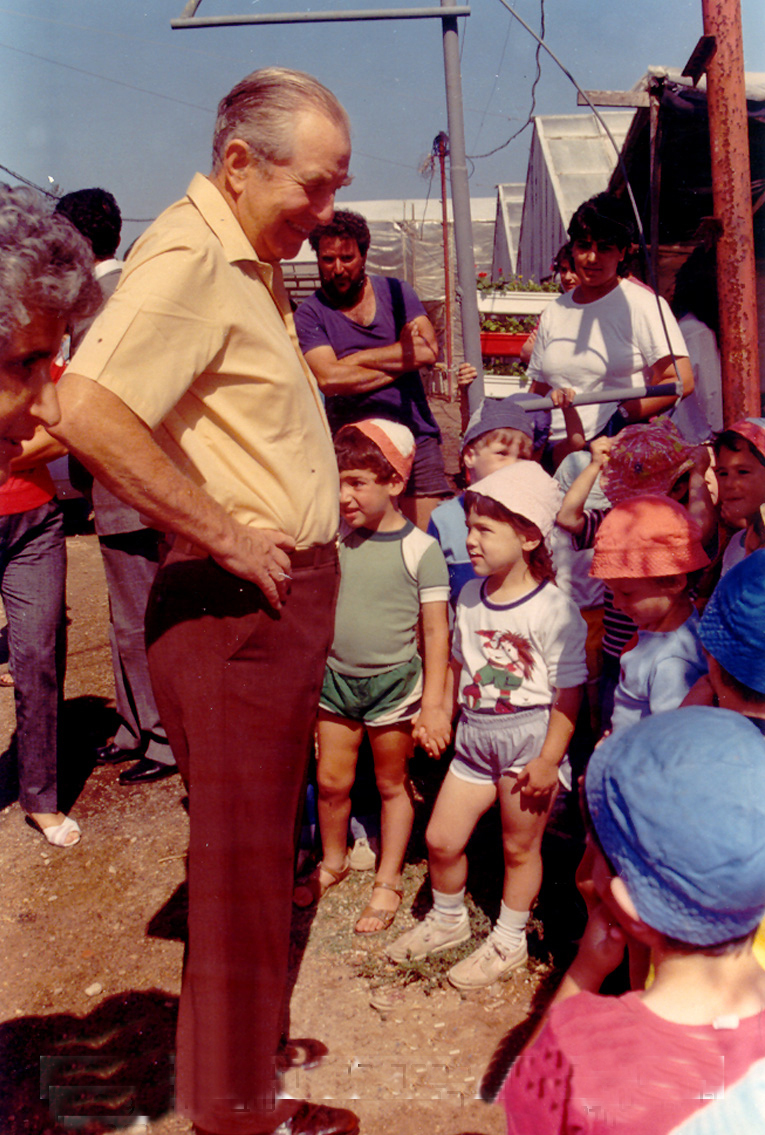
Herzog visita Beit Yitzhak nel 1985

Il 22 marzo 1983 la Knesset lo ha eletto sesto presidente di Israele per un mandato di cinque anni. Fu confermato in questo veste nel 1988 (due mandati erano allora l'incarico presidenziale massimo possibile). Herzog si considerava il "Presidente di tutti gli israeliani" e visitò sia le minoranze arabe e druse che i coloni nei territori occupati. Ha viaggiato molto ed è stato il primo capo di stato israeliano a visitare la Germania (aprile 1987) e la Cina.
Herzog ha anche commentato questioni controverse. Ha chiesto restrizioni ai diritti dei gruppi politici che hanno incitato alla violenza e utilizzato i poteri di clemenza presidenziale in casi controversi come ad esempio, tre terroristi ebrei che hanno ucciso degli arabi.

## Ritiro dalla politica
Nel 1993 si ritira dalla vita politica. Suo figlio Yitzhak Herzog è stato un deputato laburista della Knesset a partire dal 2003, ha ricoperto vari incarichi ministeriali tra il 2005 e il 2011 ed è stato leader dell'opposizione dal 2013 al 2018. Il 2 giugno 2021, Yitzhak Herzog, come suo padre prima di lui, è stato eletto presidente di Israele dalla Knesset; il suo mandato è iniziato il 7 luglio 2021. Il fratello maggiore di Yitzhak, Michael Herzog, è ambasciatore di Israele negli Stati Uniti dal novembre 2021.

## Morte

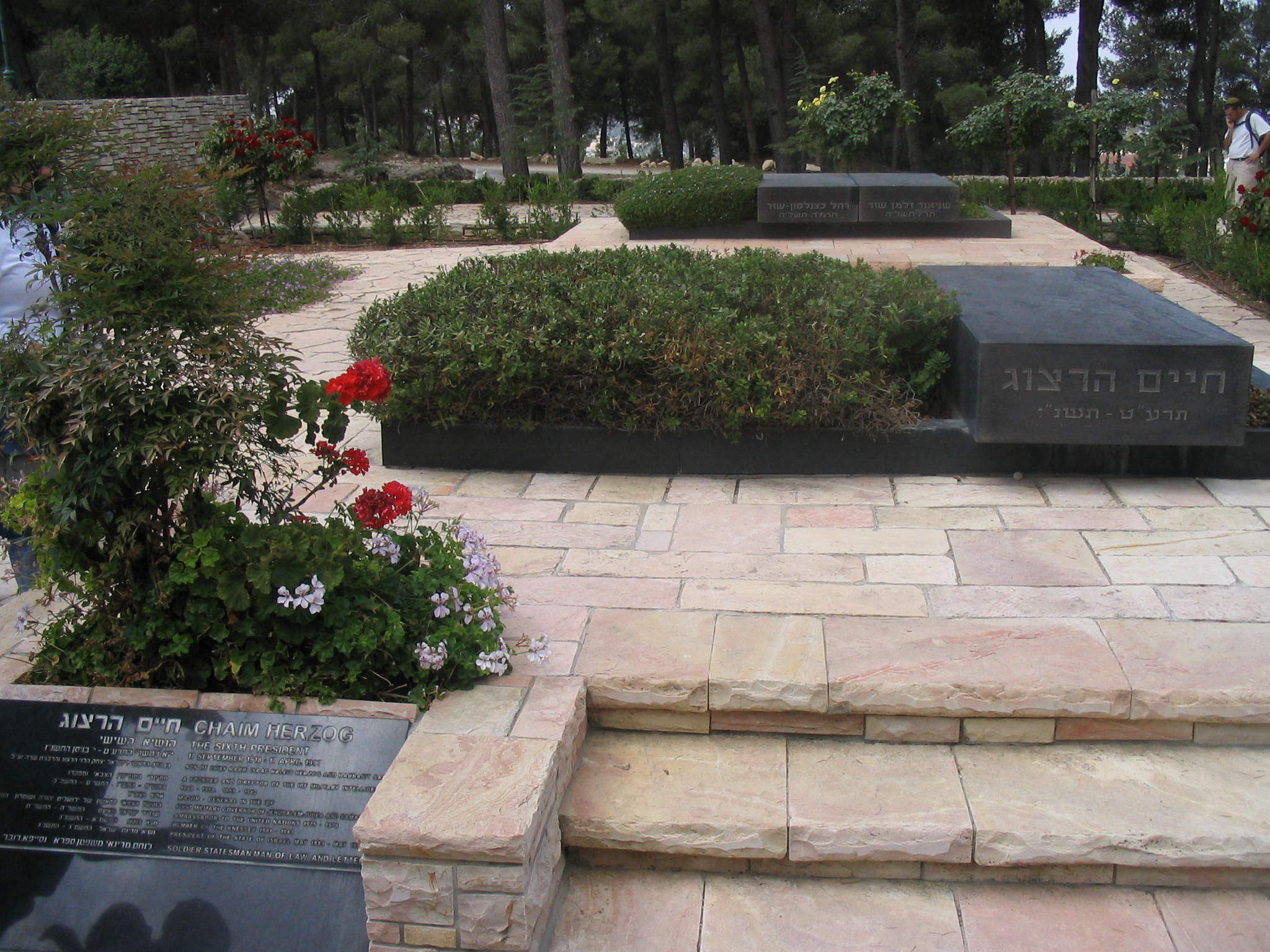
La tomba di Herzog sul monte Herzl

Herzog è morto il 17 aprile 1997. È sepolto sul monte Herzl a Gerusalemme.